# 向正
向正（15世紀—16世紀），字從道，湖廣荊州府宜都縣人，明朝政治人物。

## 生平
向正是弘治八年（1495年）乙卯科湖廣鄉試第十名舉人，正德年間授建德知縣，遇上王浩八作亂，他有序調度物資給上級，人民得以安寧，後陞東昌府通判，縣民他設為立去思碑，嘉靖四年（1525年）陞直隸太平府同知，晚節更為清高。

## 引用
1. 1 2  同治《宜都縣志·卷四上·人物列傳第一》：向正，字從道，宏治乙卯舉人，任浙江建德知縣，遷東昌府通判，縣民為立去思碑，尋遷太平府同知，晚節益勵。
2. ↑  光緒《（浙江）建德縣志·卷九·職官志》：向正，湖廣人，正德間蒞任，當王浩八之亂，督府、鎮守、司道並集府城，供億調度悉有條理，民得安乂。